# Shuichipu
Shuichipu (kinesiska: 水池铺, 水池铺乡) är en socken i Kina. Den ligger i provinsen Henan, i den centrala delen av landet, omkring 180 kilometer öster om provinshuvudstaden Zhengzhou. Antalet invånare är 37 921. Befolkningen består av 18 207 kvinnor och 19 714 män. Barn under 15 år utgör 19,0 %, vuxna 15-64 år 72 %, och äldre över 65 år 8,0 %.
Genomsnittlig årsnederbörd är 888 millimeter. Den regnigaste månaden är juli, med i genomsnitt 196 mm nederbörd, och den torraste är januari, med 7 mm nederbörd.